# 丰盛里
丰盛里是位於中華人民共和國上海市靜安區南京西路历史文化风貌区的一個商業區域，共有1幢仿歷史建筑（前身為基督教青年會舊址）和9幢石库门特色建筑。丰盛里占地面积12000平方米，总建筑面积26000平方米，东至茂名北路，南至威海路、西至静安别墅。 

## 歷史
由於上海轨道交通12号线南京西路站的建设，2014年，丰盛里所在的地块被拍卖。丰盛里由静安置业集团投資建設，自2017年4月起投入运营。